# Punicalin
Punicalin ist ein Gerbstoff, der zur Gruppe der Ellagitannine gehört. Man findet den Stoff hauptsächlich in der Schale der Granatäpfel.